# جويل جيرمان
جويل جيرمان (بالفرنسية: Joël Germain)‏ هو لاعب كرة قدم فرنسي، ولد في 7 ديسمبر 1964 في مونتبليار في فرنسا. لعب مع ستاد ريمس ونادي أورليانز ونادي كاين ونادي لوهان كويسو ونادي ليل.

## وصلات خارجية
- جويل جيرمان على موقع قاعدة بيانات كرة القدم.إي يو (الإنجليزية)